# Mont-Saint-Éloi

Mont-Saint-Éloi este o comună în departamentul Pas-de-Calais, Franța. În 1 ianuarie 2022 avea o populație de 1.023 de locuitori.